# Energiecentrale Písek
De gemeentelijke Energiecentrale van Písek (Tsjechisch: Městská elektrárna v Písku) is een van de oudste waterkrachtcentrales van Tsjechië en is nog steeds in bedrijf.
De elektriciteitscentrale werd opgeleverd door de Tsjechische ingenieur František Křižík op 23 juni 1887. De publieke inbedrijfsname volgde op 31 augustus 1888 met een optreden van Zdeňka Podskalského. De centrale is uitgerust met twee turbines.
De centrale doet tegenwoordig ook dienst als bezienswaardigheid voor toeristen en is in de zomer elke weekdag geopend.

## Video

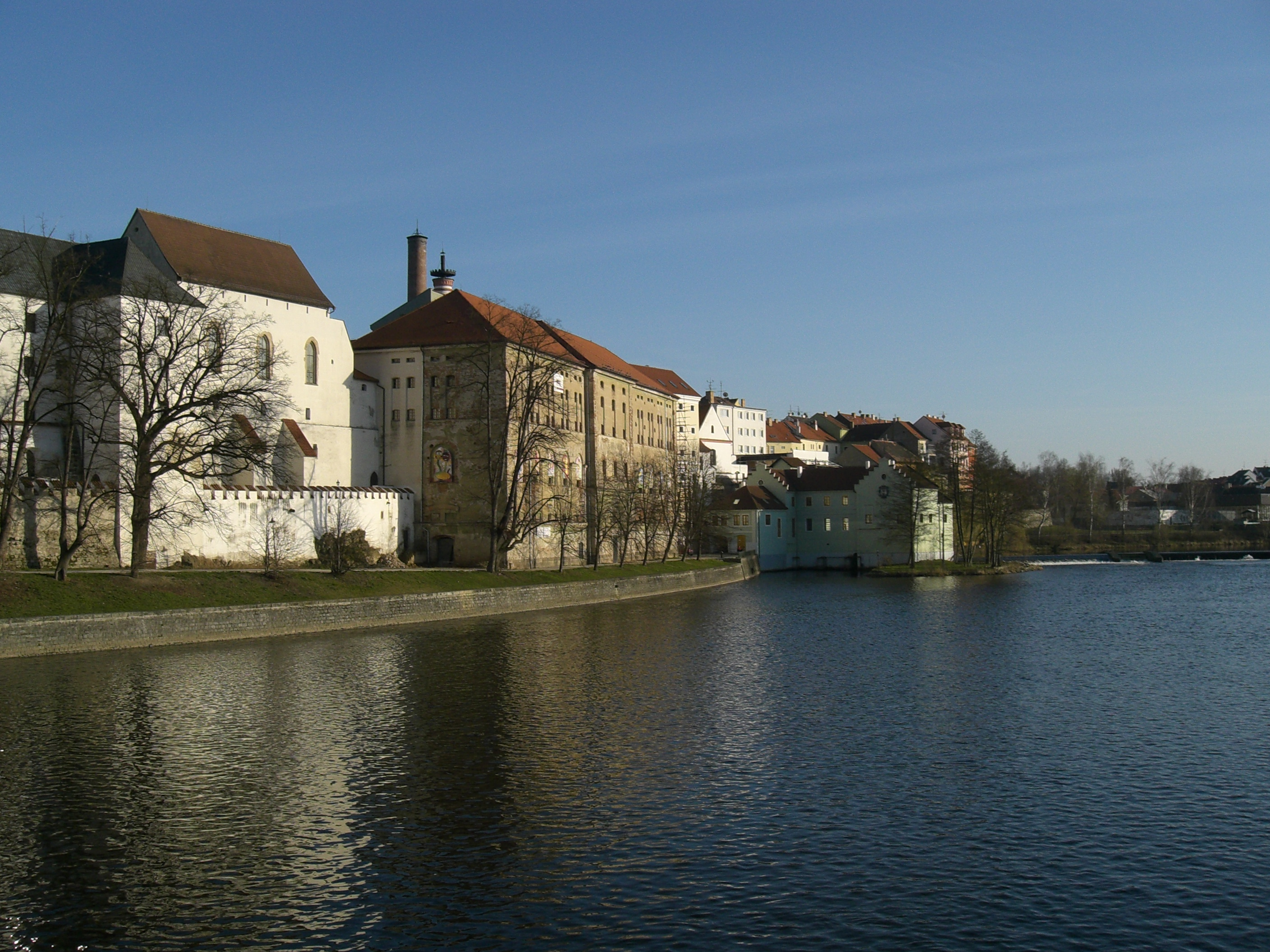
Blik vanaf de stenen brug